# ヘレン・メリル
ヘレン・メリル（Helen Merrill、1929年7月21日 - ）は、アメリカ合衆国の女性ジャズ歌手。本名はイェレナ・アナ・ミルチェティッチ（Jelena Ana Milčetić）。
そのハスキーな歌声は、しばしば「ニューヨークのため息」と評される。

## 来歴
ニューヨーク生まれ。両親はクロアチア人移民だった。14歳でブロンクス区のジャズクラブで歌うようになり、1946年から1947年にかけて、レジー・チャイルズ・オーケストラ（Reggie Childs Orchestra）というビッグバンドの一員として活動。1948年、クラリネット奏者のアーロン・サクスと結婚するが、1956年に離婚。2人の長男のアラン・メリルは、後に元ザ・テンプターズの大口広司と共にウォッカ・コリンズで活動したシンガーソングライター、ギタリスト、また、英国でのバンド、アローズの時代の世界的大ヒット曲「アイ・ラヴ・ロックン・ロール」 (I Love Rock 'n' Roll ) (1975年) の作詞・作曲家、オリジナル・レコーディング・アーティスト、パフォーマーでもある。
1954年12月22日から24日にかけて、初のリーダー・アルバム『ヘレン・メリル・ウィズ・クリフォード・ブラウン』を録音。1956年に早世するトランペット奏者のクリフォード・ブラウンが全面参加し、クインシー・ジョーンズが編曲を担当。同作収録の「ユード・ビー・ソー・ナイス・トゥ・カム・ホーム・トゥ」（作詞・作曲はコール・ポーター）は、メリルの代表的なレパートリーとなった。1956年の作品『ドリーム・オブ・ユー』ではギル・エヴァンスと初共演。1950年代末期になるとヨーロッパでの活動が増し、イタリア録音のアルバム『ローマのナイト・クラブで』ではニニ・ロッソと共演。その他、多くのジャズ巨匠と共演しており、ビリー・ホリデイ、チェット・ベーカー、スタン・ゲッツらがプロの仲間、また、友人として挙げられる。
1960年11月、初の日本公演を行う。1963年にも日本を訪れ、山本邦山等と共演。1966年頃、UPI通信社のアジア総局長ドナルド・ブライドンと2度目の結婚し、それを機に日本に移住。以後、渡辺貞夫との共演盤『ボサ・ノヴァ・イン・トーキョー』、猪俣猛とウエストライナーズとの共演盤『オータム・ラヴ』、佐藤允彦と共に制作したビートルズのカヴァー集『ヘレン・メリル・シングス・ビートルズ』、当時やはり日本在住だったゲイリー・ピーコックとの共演盤『スポージン』等を発表。その後、ブライドンと離婚し、1972年にはアメリカに帰国して音楽活動を停止するが、1976年にはジョン・ルイスとの共演盤『ジャンゴ』を発表し、活動再開。
親日家であり、活動再開後は数多く来日、ライブ・コンサート活動をしている。近年では2015年に続いて、2017年4月に最後となる来日公演を行った。
また、1993年、日本映画『僕らはみんな生きている』（滝田洋二郎監督）の主題歌として、「手のひらを太陽に」を英訳してカヴァーする。クリフォード・ブラウンとの共演から40年後に当たる1994年には、『ブラウニー〜クリフォード・ブラウンに捧げる』発表。『あなたと夜と音楽と』（1997年）では菊地雅章と共演。プラハ録音の『ライラック・ワイン』（2003年）では、エルヴィス・プレスリーの「ラヴ・ミー・テンダー」やレディオヘッドの「ユー」をカヴァーした。

## ディスコグラフィ

### リーダー・アルバム
- 『ヘレン・メリル・ウィズ・クリフォード・ブラウン』 - Helen Merrill（EmArcy、1955年）
- 『ヘレン・メリル・ウィズ・ストリングス』 - Helen Merrill with Strings（EmArcy、1955年）
- 『ドリーム・オブ・ユー』 -  Dream of You（1956年、1957年録音）（EmArcy、1957年）
- Merrill at Midnight（1957年）
- 『ザ・ニアネス・オブ・ユー』 - The Nearness Of You（1958年）
- You've Got A Date With The Blues（1959年）
- 『アメリカン・カントリー・ソングス』 - American Country Songs（1959年）
- 『ローマのナイト・クラブで』 - Parole e Musica（1960年）
- 『ヘレン・メリル・イン・トウキョウ』 - Helen Merrill in Tokyo（1963年）
- 『ジ・アーティストリー・オブ・ヘレン・メリル』- The Artistry of Helen Merrill（1965年）
- The Feeling is Mutual（1965年）
- 『シングス・フォーク』 - Helen Merrill sings Folk（1966年）
- Autumn Love（1967年）
- 『ボサ・ノヴァ・イン・トーキョー』 - Helen Merrill sings Bossa Nova（1967年）
- A Shade of Difference（1968年）
- 『シングス・スクリーン・フェイヴァリッツ』 - Screen Favorites（1968年）
- Plaisir D'amour（1969年）
- 『ヘレン・メリル・シングス・ビートルズ』 - Helen Merrill Sings The Beatles（1970年）
- 『ヘレン・シングス、テディ・スウィングス』 - Helen Sings Teddy Swings（1970年）
- ゲイリー・ピーコック・トリオと共同名義, 『スポージン』 - Sposin' with Gary Peacock trio（1971年）
- ジョン・ルイスと共同名義, 『ジャンゴ』 - Helen Merrill John Lewis（1976年）
- 『ラブ・イン・ソング』 - Love in Song（1977年）
- 『チェイジン・ザ・バード』 - Chasin' The Bird（1979年）
- 『クール&ボッサ』 - Casa Forte（1980年）
- Imagination（1982年）
- Affinity（1982年）
- Helen Merrill sings Rogers and Hammerstein（1982年）
- No Tears No Goodbyes（1985年）
- Cole Porter Album（1986年）
- Jerome Kern Album（1986年）
- HM sings Irving Berlin（1986年）
- Musicmakers（1986年）
- ギル・エヴァンスと共同名義, 『コラボレイション』 - Collaboration（1987年8月録音）（EmArcy、1987年）
- ロン・カーターと共同名義, Duets（1987年）
- スタン・ゲッツと共同名義, 『ジャスト・フレンズ』 - Just Friends（1989年）
- Christmas Songbook（1991年）
- Helen Merrill in Italy（1991年）
- 『クリア・アウト・オブ・ディス・ワールド』 - Clear Out of This World（1991年）
- 『ブラウニー〜クリフォード・ブラウンに捧げる』 - Brownie: Homage to Clifford Brown（1994年）
- 『あなたと夜と音楽と』 - You And The Night And The Music（1997年）
- Carousel（1997年）
- 『ヘレン・メリル』 - Jelena Ana Milcetic AKA Helen Merrill（2000年）
- 『ライラック・ワイン』 - Lilac Wine（2003年）
- 『ライブ・アット・ニューラテンクォーター』 - Live At New Latin Quarter（2013年）

## テレビ出演
- 地球テレビ エル・ムンド（NHK BS1）：2012年2月29日23:00～23:50放送